# إنديانابوليس 500 سنة 2001
سباق إنديانا بوليس -500 ميل 2001 أقيم في حلبة إنديانابوليس موتور سبيدواي في 27 مايو 2001 وفاز في السباق هيليو كاسترو نيفيز من فريق فريق بينسك بمتوسط سرعة 141.574 ميل/س (228 كم/س).
وكان أول المنطلقين سكوت شارب بسرعة 226.037 ميل/س (364 كم/س).